# Genicanthus
Genicanthus is een geslacht van straalvinnige vissen uit de familie van engel- of keizersvissen (Pomacanthidae). Het geslacht is voor het eerst wetenschappelijk beschreven in 1839 door Swainson.

## Soorten
De volgende soorten zijn bij het geslacht ingedeeld:
- Genicanthus bellus Randall, 1975
- Genicanthus caudovittatus (Günther, 1860)
- Genicanthus lamarck (Lacepède, 1802)
- Genicanthus melanospilos (Bleeker, 1857)
- Genicanthus personatus Randall, 1975
- Genicanthus semicinctus (Waite, 1900)
- Genicanthus semifasciatus (Kamohara, 1934)
- Genicanthus spinus Randall, 1975
- Genicanthus takeuchii Pyle, 1997
- Genicanthus watanabei (Yasuda & Tominaga, 1970)